# Langbahn-Weltmeisterschaft 2008
Die Langbahn-Weltmeisterschaft 2008 wurde in vier Grand-Prix vom 24. Mai bis zum 13. September 2008 ausgetragen. Weltmeister wurde Gerd Riss.

## Veranstaltungsorte
Grand-Prix 1 (24. Mai):
- Mariánské Lázně

Grand-Prix 2 (28. Juni):
- Saint-Macaire

Grand-Prix 3 (6. September):
- Morizès

Grand-Prix 4 (13. September):
- Vechta

## Grand-Prix Ergebnisse

### Mariánské Lázně
| Platz | Fahrer        |
| ----- | ------------- |
| 1     | Daniel Bacher |
| 2     | Gerd Riss     |
| 3     | Glen Phillips |

### St. Macaire
| Platz | Fahrer            |
| ----- | ----------------- |
| 1     | Dirk Fabriek      |
| 2     | Joonas Kylmäkorpi |
| 3     | Gerd Riss         |

### Morizès
| Platz | Fahrer          |
| ----- | --------------- |
| 1     | Gerd Riss       |
| 2     | Glen Phillips   |
| 3     | Andrew Appleton |

### Vechta
| Platz | Fahrer          |
| ----- | --------------- |
| 1     | Theo Pijper     |
| 2     | Andrew Appleton |
| 3     | Glen Phillips   |

## Endklassement
| Platz | Fahrer          | Platz GP 1 | Platz GP 2 | Platz GP 3 | Platz GP 4 | Punkte |
| ----- | --------------- | ---------- | ---------- | ---------- | ---------- | ------ |
| 1     | Gerd Riss       | 2          | 3          | 1          | 4          | 79     |
| 2     | Glen Phillips   | 3          | 9          | 2          | 3          | 66     |
| 3     | Dirk Fabriek    | 7          | 1          | 5          | 5          | 65     |
| 4     | Andrew Appleton | 8          | 6          | 3          | 2          | 62     |
| 5     | Theo Pijper     | 9          | 12         | 6          | 1          | 55     |